# Fiona Worts
Fiona Helen Worts (Nottingham, 30 de enero de 1996) es una futbolista inglesa que juega en el Adelaide United de la A-League Women Australiana.
Worts también participó regularmente en el Campeonato Femenino de la FA en Inglaterra, donde pasó un tiempo con el Leicester City y el Coventry United. Durante su tiempo con Leicester anotó 36 veces en 54 apariciones.
Para la temporada 2020-21 de la W-League, Worts firmó con el Adelaide United después de haber pasado un tiempo jugando en la National Premier Leagues Women's para la Universidad de Adelaide. En 2021-22, fue la máxima goleadora de la renombrada A-League Women y ganó la medalla Julie Dolan. En marzo de 2022 acordó su regreso al Adelaide United para la temporada siguiente, pero mientras tanto se unió al club noruego Toppserien LSK Kvinner FK cedido.
Worts también es licenciada en Matemáticas por la Universidad de Leeds. Durante su exitosa temporada 2021-22 en Australia, combinó su carrera futbolística con su trabajo en McDonald's.

## Clubes
| Club                 | País       | Año           |
| -------------------- | ---------- | ------------- |
| Leicester City       | Inglaterra | 2013-2016     |
| Adelaide University  | Australia  | 2017          |
| Guiseley Vixens      | Inglaterra | 2017-2018     |
| Leicester City       | Inglaterra | 2018-2019     |
| Coventry United      | Inglaterra | 2019-2020     |
| Fulham United FC     | Inglaterra | 2020          |
| Adelaide United      | Australia  | 2020-presente |
| LSK Kvinner (cedida) | Noruega    | 2022          |